# Jochen Fiebelkorn
Jochen Fiebelkorn (* 9. Mai 1926 in Berlin; † 8. Juni 2007 ebenda) war ein deutscher Autor und Sportjournalist in der DDR. Er war von 1960 bis 1963 Chefredakteur der Zeitung Deutsches Sportecho.

## Leben
Fiebelkorn, Sohn eines Schlossers und einer Sekretärin, wurde 1943 als Schüler der Oberschule zum Reichsarbeitsdienst (RAD) dienstverpflichtet und noch im selben Jahr eingezogen. Er kämpfte bis 1945 im Zweiten Weltkrieg.
Nach Kriegsende wurde er Mitglied der Antifajugend und erlernte bis 1946 im elterlichen Betrieb den Beruf des Buchhalters, in dem er bis 1949 tätig war. 1947 trat er in die Freie Deutsche Jugend (FDJ) ein und wurde Kulturreferent im FDJ-Kreisverband Berlin-Tempelhof, ab 1949 beim FDJ-Stadtvorstand von Berlin. Im selben Jahr wurde er Leiter der Abteilung Agitation beim Deutschen Sportausschuss. 
1950 ging Fiebelkorn zur DDR-Sportzeitung Deutsches Sportecho, die von 1947 bis 1990 mit einer Auflage von 180 000 Exemplaren meist wöchentlich, zeitweise werktäglich erschien. Bis 1953 war er Ressortleiter und zuständig für die Länderseiten der Zeitung. 1954 war er zeitweise kommissarischer Chefredakteur und dann bis 1960 stellvertretender Chefredakteur. 1952 trat er in die Sozialistische Einheitspartei Deutschlands (SED) ein. 1955/56 besuchte er die Bezirksparteischule der SED. 1960 wurde Fiebelkorn, als Nachfolger von Alfred Heil, Chefredakteur. Drei Jahre später wurde er nach Konflikten mit der Partei- und Staatsführung der DDR seines Postens enthoben und war zeitweise im Archiv des Deutschen Fernsehfunks (DFF) tätig. Später war er freier Buchautor.
Nach dem Ende der DDR engagierte sich Fiebelkorn beim Humanistischen Verband Deutschlands.

## Schriften (Auswahl)
- Jochen Fiebelkorn: Helsinki – Bukarest – Berlin. Stationen im Leben eines Sportjournalisten., Berlin 1955.
- Jochen Fiebelkorn, H. Westphal: Die Olympischen Spiele von Athen bis Mexiko-Stadt., Berlin 1968.